# 2008년 AFC 프레지던트컵

2008년 AFC 프레지던트컵은 AFC 챌린지리그의 4번째 대회로 이 대회부터 참가 팀 수가 8개에서 11개로 확대되었으며 조의 수도 2개에서 3개로 확대되었다. 방글라데시, 미얀마, 투르크메니스탄의 클럽이 처음으로 참가하였다. 조별 예선은 11개 팀을 3개 조로 나누어 단판 승부 형식으로 치른다. 각 조에서 1위를 기록한 3개 팀, 각 조에서 2위를 기록한 팀 가운데 성적이 가장 높은 1개 팀이 준결승전에 진출하며 준결승전 승자는 결승전에 진출한다. 결승 라운드는 9월 19일부터 9월 21일까지 키르기스스탄에서 열렸다.

## 참가 팀
| 국가           | 팀                     | 참가 자격                                     | 출전 횟수 | 마지막 출전 |
| -------------- | ---------------------- | --------------------------------------------- | --------- | ----------- |
| 네팔           | 네팔 폴리스 클럽1      | 마티어스 메모리얼 A 디비전 리그 2006-07 우승2 | 2회       | 2007        |
| 미얀마         | 칸보자                 | 미얀마 내셔널리그 2007 우승                   | 첫 출전   |             |
| 방글라데시     | 아바하니 리미티드 다카 | 방글라데시 프리미어리그 2007 우승             | 첫 출전   |             |
| 부탄           | 트랜스포트 유나이티드  | 부탄 A-디비전 2007 우승                       | 4회       | 2007        |
| 스리랑카       | 라트남 SC              | 킷 프리미어리그 2007 우승                     | 3회       | 2007        |
| 중화 타이베이  | 타이완 파워 컴퍼니     | 인터시티 풋볼 리그 2007 우승                  | 2회       | 2005        |
| 캄보디아       | 나가코프 FC            | 캄보디아 리그 2007 우승                       | 첫 출전   |             |
| 키르기스스탄   | 도르도이 디나모        | 키르기스스탄 리그 2007 우승                   | 4회       | 2007        |
| 타지키스탄     | 레가르 타다즈          | 타지키스탄 리그 2007 우승                     | 3회       | 2007        |
| 투르크메니스탄 | FK 아시가바트          | 투르크메니스탄 리그 2007 우승                 | 첫 출전   |             |
| 파키스탄       | WAPDA3                 | 파키스탄 프리미어리그 2007-08 우승            | 2회       | 2005        |

1 마헨드라 폴리스 클럽은 현재의 네팔 폴리스 클럽이다.
2 2007-08 시즌이 열리지 않았기 때문에 2006-07 시즌 우승 팀이 참가한다.
3 원래는 파키스탄 아미가 파키스탄 대표로 참가할 예정이었지만 조별 예선 일정이 변경되면서 WAPDA로 변경되었다.

## 조별 예선

### A조
모든 경기는 말레이시아 쿠알라룸푸르의 MPPJ 경기장에서 열렸다.
| 팀                     | 경기 | 승 | 무 | 패 | 득점 | 실점 | 골득실 | 승점 |
| ---------------------- | ---- | -- | -- | -- | ---- | ---- | ------ | ---- |
| 레가르 타다즈          | 3    | 2  | 1  | 0  | 6    | 4    | +2     | 7    |
| 네팔 폴리스 클럽       | 3    | 1  | 2  | 0  | 7    | 3    | +4     | 5    |
| 아바하니 리미티드 다카 | 3    | 1  | 0  | 2  | 2    | 6    | -4     | 3    |
| WAPDA                  | 3    | 0  | 1  | 2  | 2    | 4    | -2     | 1    |

| 2008년 6월 22일 16:00 |     |                   |                                     |
| 네팔 폴리스 클럽      | 4-0 | 아바하니 리미티드 | 말레이시아 쿠알라룸푸르 MPPJ 경기장 |
| 2008년 6월 22일 18:30 |     |                   |                                     |
| 레가르 타다즈         | 2-1 | WAPDA             | 말레이시아 쿠알라룸푸르 MPPJ 경기장 |
| 2008년 6월 24일 16:00 |     |                   |                                     |
| WAPDA                 | 1-1 | 네팔 폴리스 클럽  | 말레이시아 쿠알라룸푸르 MPPJ 경기장 |
| 2008년 6월 24일 18:30 |     |                   |                                     |
| 아바하니 리미티드     | 1-2 | 레가르 타다즈     | 말레이시아 쿠알라룸푸르 MPPJ 경기장 |
| 2008년 6월 26일 16:00 |     |                   |                                     |
| WAPDA                 | 0-1 | 아바하니 리미티드 | 말레이시아 쿠알라룸푸르 MPPJ 경기장 |
| 2008년 6월 26일 18:30 |     |                   |                                     |
| 네팔 폴리스 클럽      | 2-2 | 레가르 타다즈     | 말레이시아 쿠알라룸푸르 MPPJ 경기장 |

### B조
모든 경기는 중화민국 타이베이시의 중산 축구장에서 열렸다.
| 팀                 | 경기 | 승 | 무 | 패 | 득점 | 실점 | 골득실 | 승점 |
| ------------------ | ---- | -- | -- | -- | ---- | ---- | ------ | ---- |
| 도르도이 디나모    | 2    | 2  | 0  | 0  | 5    | 0    | +5     | 6    |
| 나가코프 FC        | 2    | 0  | 1  | 1  | 2    | 4    | -2     | 1    |
| 타이완 파워 컴퍼니 | 2    | 0  | 1  | 1  | 2    | 5    | -3     | 1    |

| 2008년 4월 12일 18:00 |     |                    |                                 |
| 나가코프 FC           | 2-2 | 타이완 파워 컴퍼니 | 중화민국 타이베이시 중산 축구장 |
| 2008년 4월 14일 18:00 |     |                    |                                 |
| 타이완 파워 컴퍼니    | 0-3 | 도르도이 디나모    | 중화민국 타이베이시 중산 축구장 |
| 2008년 4월 16일 18:00 |     |                    |                                 |
| 나가코프 FC           | 0-2 | 도르도이 디나모    | 중화민국 타이베이시 중산 축구장 |

### C조
모든 경기는 스리랑카 콜롬보의 수가사다사 경기장에서 열렸다.
| 팀                    | 경기 | 승 | 무 | 패 | 득점 | 실점 | 골득실 | 승점 |
| --------------------- | ---- | -- | -- | -- | ---- | ---- | ------ | ---- |
| FK 아시가바트         | 3    | 2  | 0  | 1  | 9    | 2    | +7     | 6    |
| 칸보자                | 3    | 2  | 0  | 1  | 14   | 3    | +11    | 6    |
| 라트남 SC             | 3    | 2  | 0  | 1  | 10   | 5    | +5     | 6    |
| 트랜스포트 유나이티드 | 3    | 0  | 0  | 3  | 2    | 25   | -23    | 0    |

| 2008년 4월 23일 18:30 |      |                       |                                   |
| 라트남 SC             | 7-1  | 트랜스포트 유나이티드 | 스리랑카 콜롬보 수가사다사 경기장 |
| 2008년 4월 23일 16:00 |      |                       |                                   |
| FK 아시가바트         | 0-1  | 칸보자                | 스리랑카 콜롬보 수가사다사 경기장 |
| 2008년 4월 25일 16:00 |      |                       |                                   |
| 트랜스포트 유나이티드 | 1-7  | FK 아시가바트         | 스리랑카 콜롬보 수가사다사 경기장 |
| 2008년 4월 25일 18:30 |      |                       |                                   |
| 칸보자                | 2-3  | 라트남 SC             | 스리랑카 콜롬보 수가사다사 경기장 |
| 2008년 4월 27일 16:00 |      |                       |                                   |
| 칸보자                | 11-0 | 트랜스포트 유나이티드 | 스리랑카 콜롬보 수가사다사 경기장 |
| 2008년 4월 27일 18:30 |      |                       |                                   |
| 라트남 SC             | 0-2  | FK 아시가바트         | 스리랑카 콜롬보 수가사다사 경기장 |

## 결선 토너먼트

### 준결승전
| 도르도이 디나모 | 3 – 1 | 네팔 폴리스 클럽 |
| --------------- | ----- | ---------------- |
|                 |       |                  |

| 레가르 타다즈 | 4 – 3 (연장전) | FK 아시가바트 |
| ------------- | -------------- | ------------- |
|               |                |               |

### 결승전
| 도르도이 디나모 | 1 – 1 | 레가르 타다즈 |
| --------------- | ----- | ------------- |
|                 |       |               |
| 승부차기        |       |               |
|                 | 3 - 4 |               |

## 우승
| 2008년 AFC 프레지던트컵 우승 |
| ---------------------------- |
| 레가르 타다즈 2번째 우승     |

## 같이 보기
- 2008년 AFC 챔피언스리그
- 2008년 AFC컵